# Содна вас
Содна вас (словен. Sodna vas) је насељено место у општини Подчетртек, Савињска регија, Словенија.

## Историја
До територијалне реорганизације у Словенији била је у саставу старе општине Шмарје при Јелшах.

## Становништво
У попису становништва из 2011. године, Содна вас је имала 67 становника.
| Број становника према пописима | Број становника према пописима | Број становника према пописима |
| ------------------------------ | ------------------------------ | ------------------------------ |
| 1991                           | 2002                           | 2011                           |
| 172                            | 80                             | 67                             |

Напомена: Године 1995. умањено за део насеља који је припојен насељу Подчетртек.